# La Chana (pel·lícula)
La Chana és una pel·lícula documental espanyola del 2017 escrita i dirigida per Lucija Stojevic, finançat per micromecenatge i produït per Televisió de Catalunya, TVE i l'Icelandic Film Center. En ella la directora pretén fer un homenatge a totes les artistes que no han estat reconegudes.

## Sinopsi
Durant la dècada del 1960 i 1970 La Chana va ser una de les ballarines de flamenc més populars del món. De nom Antonia Santiago Amador, nascuda a l'Hospitalet de Llobregat el 1946, 'La Chana' és una figura imprescindible del flamenc d'Espanya que va participar en una pel·lícula The Bobo (1967) amb Peter Sellers. El 1978 es va retirar sobtadament dels escenaris, en el més alt de la seva carrera, quan es va casar. Tornaria al ball el 1985, quan es va separar del seu marit, però es retiraria novament el 1990. Aquest documental reprèn la seva història i mostra a una artista encara poderosa.
Darrere de l'escenari de la seva última actuació el 2013, La Chana desentranya la història turbulenta de la seva vida i revela el secret que va truncar la seva carrera prometedora: durant 18 anys va ser víctima d'abusos domèstics del seu ex-marit.

## Crítiques
| «                                 | "Abrigallada per gran nombre d'enregistraments televisius memorables, la càmera entra en el dia a dia d'aquesta balladora (...) per a mostrar la senzillesa d'una vida finalment afable i també per a deixar constància de la seva grandesa artística i personal (…) Puntuació: ★★★ (sobre 5)" | » |
| — Alberto Bermejo: Diari El Mundo | |   |

| «                              | "Pel·lícula de (abnegada) lluita, de superació i de segones oportunitats (...) de l'efecte transformador (i reparador) de l'art. Stojevic troba el personatge, les paraules i les imatges justes per a explicar-ho. (…) Puntuació: ★★★★ (sobre 5) | » |
| — Sergio F. Pinilla: Cinemanía | |   |

| «                         | "La Chana pot sentir-se feliç. Ha tornat a ballar i ara el seu taconeig queda fixat per sempre en aquest documental. (…) Puntuació: ★★★ (sobre 5)" | » |
| — Nuria Vidal: Fotogramas | |   |

| «                                    | "Un admirable, fins i tot adorable, retrat d'una dona amb una gran força de voluntat aixecant-se contra les restriccions de la societat patriarcal en la qual va néixer." | » |
| — Neil Young, The Hollywood Reporter | |   |

## Premis
L'any 2018 va guanyar el Premi Feroz al millor documental i el Gaudí a la millor pel·lícula documental. A l'exterior va guanyar el premi del públic al Festival Internacional de Cinema Documental d'Amsterdam de 2016 i al de Budapest, i fou nominada al millor documental en els Premis del Cinema Europeu.